# La Parure (téléfilm)
Pour la nouvelle initiale, voir La Parure.
La Parure est un téléfilm français adaptant la nouvelle éponyme La Parure de Maupassant, réalisé par Claude Chabrol en 2006 dans le cadre de la série Chez Maupassant, dont c'est le deuxième épisode.

## Synopsis
En visite chez son amie Jeanne Forestier, une bourgeoise parisienne, Mathilde Loisel tombe en extase devant la magnificence de ses bijoux, dont une splendide parure qui retient plus particulièrement son attention.
De retour chez elle, la jeune femme, mariée à un employé du ministère, ne peut que constater la médiocrité de son existence. Après s'en être plaint à son époux, Charles, ce dernier obtient pour elle une invitation au bal du ministère. N'ayant ni robe, ni bijoux à porter pour la circonstance, Mathilde demande à Jeanne de lui prêter sa parure. 
Au retour du bal, Mathilde enlève son manteau et constate qu'elle a perdu la parure...
Par fierté elle n'ose avouer la vérité à son amie et en fait faire une parfaite copie chez un joaillier pour la rendre. Pour réaliser ce bijou elle va devoir s'endetter et réduira son train de vie jusqu'à la pauvreté. Son mari fait de la copie tous les soirs, ils ont vendu leurs meubles, renvoyé leur bonne et le quartier n'a rien remarqué.
Sa dette remboursée, dix années après, Mathilde finit par avouer à son amie Jeanne, qu'elle a entre-temps perdue de vue, leurs mondes s'étant éloignés, qu'elle avait égaré sa parure le soir du bal, et qu'elle avait dû en racheter une et la rembourser. C'est alors que Jeanne, horrifiée, lui révèle que sa parure était fausse, et le téléfilm s'achève sur l'image d'une Mathilde stupéfaite, choquée et déçue.

## Fiche technique
- Réalisateur : Claude Chabrol
- Scénario : Gérard Jourd'hui et Jacques Santamaria, d'après Guy de Maupassant
- Compositeur : Louis Dunoyer de Segonzac
- 1re télédiffusion : 6 mars 2007 sur France 2
- Durée : 30 minutes
- Pays de production : France

## Distribution
- Cécile de France : Mathilde Loisel
- Thomas Chabrol : Charles Loisel
- Charley Fouquet : Jeanne Forestier
- Jacques Boudet : Le ministre
- Christian Hecq : Maronsin
- Charline Paul : Maryvonne
- Valérie Kéruzoré : Lucie
- Rémy Roubakha : Le concierge
- Bruno Lochet : Le bijoutier
- François Lalande :  L'usurier
- Rémy Brunaux :  Le chef de cabinet